# Vohenstrauß
Vohenstrauß è un comune tedesco di 7 688 abitanti, situato nel land della Baviera.